# Bartolis Gesetz
Bartolis Gesetz (Originaltitel: La loi selon Bartoli)  ist der Titel einer dreiteiligen Kriminalreihe, die 2010 in Frankreich produziert wurde. Die deutsche Erstausstrahlung fand im Februar 2013 bei ZDFneo statt.

## Handlung
Paul Lawrence Bartoli ist Untersuchungsrichter in Aix-en-Provence. Mit Charme, teils eigenwilligen und respektlosen Methoden aber auch akribischer Hingabe ermittelt er je Folge parallel in zwei Fällen, die ihm von seinem wenig effektiven Vorgänger hinterlassen worden sind. Ihm zur Seite stehen dabei die Gerichtsschreiberin Carole Marchant, die Aushilfsarchivarin Nadia Martinez, der in Ungnade gefallene Ex-Polizist Jean-Marie Olmeta und der pokersüchtige Polizist François Cappa.

## Besetzung
| Rollenname          | Schauspieler/in   | Rolle (Episoden) | Synchronsprecher/in |
| ------------------- | ----------------- | ---------------- | ------------------- |
| Richter Bartoli     | Stéphane Freiss   | 1–3              | Bernd Vollbrecht    |
| Nadia Martinez      | Alexia Barlier    | 1–3              | Tanja Esche         |
| François Cappa      | Philippe Bas      | 1–3              | Michael-Che Koch    |
| Carole Marchant     | Sophie Le Tellier | 1–3              | Gabi Franke         |
| Jean-Marie Olmeta   | Lionnel Astier    | 1–3              | Gordon Piedesack    |
| Dr. Nicolas Raspail | Artus de Penguern | 1                | Erich Räuker        |
| Roland Verne        | Aurélien Recoing  | 2                |                     |
| Richter Marceau     | Michel Jonasz     | 2                |                     |
| Anne Joris          | Emma Colberti     | 2                |                     |
| Evelyne Lambert     | Hélène Vincent    | 3                |                     |

## Ausstrahlung

### Belgien
In Belgien wurden alle drei Folgen vom Sender RTBF ausgestrahlt.

### Frankreich
Von der eigentlich dreiteilige Serie wurden beim französischen Fernsehsender TF1 2010/2011 nur zwei Folgen gesendet. Die Ausstrahlung von Folge 2 mit Emma Colberti als Anne Joris wurde von TF1 annulliert.

### Deutschland
Die deutsche Erstausstrahlung erfolgte im Februar 2013 bei ZDFneo, wobei dort, wie in Belgien, alle drei Folgen gesendet wurden.

## Episodenliste
| Nr. | Deutscher Titel            | Originaltitel          | Erstausstrahlung Belgien | Deutschsprachige Erstausstrahlung (D) | Regie                | Drehbuch                       |
| --- | -------------------------- | ---------------------- | ------------------------ | ------------------------------------- | -------------------- | ------------------------------ |
| 1   | Zum Sterben zu früh        | La loi selon Bartoli 1 | 13. März 2010            | 11. Feb. 2013                         | Laurence Katrian     | Hervé Korian                   |
| 2   | Der Tod und die Langeweile | La loi selon Bartoli 2 | 2. Nov. 2010             | 18. Feb. 2013                         | François Velle       | Laurence Katrian, Hervé Korian |
| 3   | Tödliche Begierden         | La loi selon Bartoli 3 | 8. Feb. 2011             | 25. Feb. 2013                         | Charlotte Brändström | Laurence Katrian, Hervé Korian |